# ボストーク-2M
ボストーク-2M (ロシア語: Восток、東の意)、GRAUインデックス 8A92Mはソビエト連邦が1964年から1991年にかけて利用していた使い捨て型打ち上げロケット。93機が打ち上げられ、そのうち1機が失敗した。また、打ち上げ前の破壊も存在する。元々はボストーク-2のより軽い積荷をより高い太陽同期軌道に投入するための特化型であった。R-7系列のロケットであり、ボストークの最終型となった。
ボストーク-2Mの初飛行は1964年8月28日であり、バイコヌール宇宙基地31/6射点から気象衛星メテオールのコスモス44号を打ち上げ、軌道に投入した。唯一の打ち上げ失敗は1969年2月1日のメテオールの打ち上げで、上段の問題により失敗している。
1980年3月18日16時1分(GMT)にはツェリーナ-D衛星の打ち上げ前のプレセツク宇宙基地43/4射点での燃料注入中に爆発しており、当時ロケット近くで働いていた48名が犠牲となる事故になっている。第3段の過酸化水素タンクのフィルターが誤って錫鉛ではんだ付けされてしまったため、この鉛酸化物が過酸化水素の分解を引き起こした。その結果、過酸化水素が崩壊し、過熱され、はんだが溶け、過酸化水素貯蔵タンクに落下する原因となり、化学反応の暴走を引き起こした。これによって第3段内で火災が発生し最終的に爆発、完全にロケットが破壊され発射台にも深刻な損傷を与えた。これにより43番射点は3年間打上げが中止されている。
ボストーク-2Mの打ち上げはバイコヌール31/6番射点かプレセツク41/1および43番射点で行われた。バイコヌールの1/5射点からの打ち上げがあったかは不明である。ボストーク-2Mはソユーズ-UやU2の標準化のために1991年に退役した。最終飛行は1991年8月29日、インド宇宙研究機関のIRS-1Bの打ち上げであった。

## 註
1. ↑  Wade, Mark. “Vostok 8A92M”.   Encyclopedia Astronautica. 2009年4月15日閲覧。
2. ↑  Boris Yevseyevich Chertok (2006-06-01). Rockets and People: Creating a rocket industry. Government Printing Office. pp. 636–640. ASIN B019NDFEHI. ISBN 9780160766725.